# Myllaena potawatomi
Myllaena potawatomi är en skalbaggsart som beskrevs av Jan Klimaszewski 1982. Myllaena potawatomi ingår i släktet Myllaena och familjen kortvingar. Inga underarter finns listade i Catalogue of Life.